# 割 (寄席)
東京の寄席でいう割（わり）は一日毎の客の入りと演者の格に応じて支払われる給金。
- 興行収入を単純に山分けするのではない。「演者ごとの、客一人当たりの給金」×「有料入場者数」という式にて算出される。いずれにせよ、個々の演者は当日まで自分が実際に貰える出演料の額を知りえない。
- 「割り」の制度は東京にのみ存在し、関西では存在しない。関西では伝統的に月給制が敷かれてきた。さもなくば、予め合意した額の出演料が支払われる。

かつては、多くの場合、寄席が入場料から一定の歩合を控除し、残金を主任（トリ）を務める演者に渡し、それを主任が取りまとめて翌日の席で手渡していた。興行最終日の分は、通常当面預りとして次回一緒の興行に参加した場合渡すが、相手の一門の者などに託す場合も有った。
割りは、現金で手渡されるため、個々の落語家に渡す金額を算出して、その金額の現金を袋詰めしなければならない。手作業である。　これを「割を作る」という。
格下の落語家が主任をとった場合、自己の負担で、浅いところに出る格上の落語家の割りを割増したということも頻繁に行われた。この場合、彼（主任）は労働をしたのに赤字になったわけである。
現在は、割りは協会事務員が作成し、主任自身は一切タッチしない。二日ごとに手渡される。振込制度はなく、落語家自身か代理人が直接出向く。
格上の落語家への割増も行われない。
定席の割りは、娯楽の多様化、寄席側の取り分割合の増加、寄席の減少に伴う出演機会の減少（一回の興行当たり出演者の増加）により、現在では雀の涙程度の額ともいわれている。
現在の落語家の主な収入源はお座敷と独演会（ホール等での単独興行）である。前者はマスコミで紹介されないが落語家の生活にとって決定的な意味を持つ。お座敷のギャラは落語家の格に応じて数万から100万程度とされる。一日にいくつも回ることもあり、テレビにほとんど出演しない落語家が裕福なのはこのためである。
入りの悪い席などでは硬貨が数枚といったこともあり、「労多くして益が少ない」という意味の「割に合わない」という言回しはここから来たという説も有る。
しかし、一回の出演ごとに芸人のランクに応じた最低額の保障はあるとされている。つまり、観客動員が極端に低い興行の損失は、寄席または協会が負担する。
国立演芸場は、当初は完全な割り（最低額保障なし）だった。しかしシステムを変更（既存の寄席と同じく落語協会、落語芸術協会両協会単位の番組編成）してからは、既存の寄席と異なり、割りを全廃している。つまり観客動員に関係なく、内部規定で定まった一定の出演料が支払われる。
明治時代の噺家柳亭左楽が格下の演者には最終日の割を渡さないとして「左樂でないに割くれぬとは（「からくれなゐにみつくくるとは」の地口）」と揶揄されたという。